# フィスカー・オーシャン
オーシャン（OCEAN）は、アメリカのフィスカー (Fisker Inc.) が販売していたSUVタイプの電気自動車である。

## 概要
フィスカー初の電気自動車のSUVとなる。マグナ・シュタイヤーが新開発したFM29と呼ばれるプラットフォームを採用し、マグナ・シュタイヤーのオーストリアにあるグラーツ工場で製造される。
グレードにはシングルモーターのスポーツや、ツインモーターのウルトラ、エクストリーム、また発売記念限定モデルのワンなどが設定される。スポーツは1回の充電で、最大およそ250マイルを走行可能。
ウルトラ及びエクストリームの航続距離は、最大340マイルとなる見通し。シングルモーターのスポーツの場合、最大出力は275 hpを発生する。0-96 km/h加速は6.9秒。
ツインモーターでAWDのウルトラは、最大出力が540 hpで0-96 km/h加速は3.9秒である。
ツインモーターでAWDのエクストリームは、最大出力が550 hpとなり、0-96 km/h加速を3.6秒で走る。また、新開発のセンタースクリーンとユーザーインターフェイスを採用し、ダッシュボード中央には、17.1インチのRevolve4ディスプレイを配置。通常走行時にはポートレートコントロールモード表示となり、停止時にはランドスケープハリウッドモード表示に変更可能。
スポーツには、アースドライブモードとファンドライブモードがある。
ウルトラとエクストリームには、ハイパーモードが追加。エクストリームとワンには、オフロードモードが用意される。パフォーマンスと安全性を強化するため、スマートトラクショントルクベクタリングシステムが搭載される。
また、カリフォルニアモードを設定する。カリフォルニアモードはSUVとしては初めて、ソフトトップを使用せずに、ルーフをフルオープンにできるシステムで、フィスカーの特許技術でスイッチひとつで、9枚の窓ガラスを下げることが可能になるというものになる。
フロントサイドガラスが左右2枚、リアサイドガラスが左右2枚、リアクォーターガラスが左右2枚、リアハッチガラスが1枚、ルーフガラスが2枚の合計9枚の窓ガラスを、スイッチ操作ひとつで下げることが可能。ルーフ全長にわたってソーラースカイルーフが採用。モーターのパワーをサポートし、電費効率を高めている。
上位モデルにはCATL製バッテリーを使用する。

## 品質問題
オーシャンの発売後、走行中の電源喪失やブレーキの制動力喪失など複数の不具合が報告され、2024年2月時点で少なくとも6名のオーナーから訴訟を受けた。フィスカーの内部文章から、フィスカーの役員であるウェンディ・グリューエルと、CFO兼COOのヘンリック・フィスカーの妻ギータ・グプタ・フィスカーに納車されたオーシャンが、走行中に電源を喪失する不具合を起こしたことが判明した。
2024年1月から制動力の喪失に対して、同年2月からパワートレインの不具合に対して、それぞれ国家幹線道路交通安全局（NHTSA）が調査を開始した。
オーシャンの品質問題は、マグナ・シュタイヤーに生産を委託したことで品質管理のレベルが低下したことが原因だとされている。

## 2度目の経営破綻と生産終了
前述の品質問題に加え、2024年からアメリカにおいてEV市場全体で販売ペースが鈍化したことが、フィスカーの経営状況に深刻な影響を与えた。2024年3月18日、フィスカーは在庫調整と資金調達のためにオーシャンの生産を6週間停止させる声明を発表した。
同年3月、資金調達のために大手自動車メーカーとの提携に向けた交渉を始めたと報道された。交渉先は日産自動車とされていたが、最終的に提携は実現しなかった。
同年6月17日、フィスカーは連邦倒産法第11章の適用を申請し、フィスカーは二度目の経営破綻を迎えた。負債は1億ドル（約155億円）から5億ドル（約790億円）と見積もられている。フィスカーの破産に伴い、オーシャンの生産も無期限で停止されることが発表された。

## 歴史
- 2020年 - CESでコンセプトモデルが発表[10]。
- 2021年11月17日 - 製品版が発表[10]。
- 2022年10月31日 - モバイルワールドコングレスで欧州で正式デビュー[3]。
- 2022年10月17日 - パリモーターショー2022への出展[11]。
- 2022年11月17日 - オーストリアのマグナ・シュタイヤーの工場にて量産開始[12]。
- 2023年05月05日 - デンマークにて欧州第1号車が納車[13]。
- 2024年03月18日 - オーシャンの生産を6週間に渡り停止すると発表された[6]。
- 2024年06月17日 - フィスカーの破綻により生産終了[9]。